# Дере
Дере (њем. Dähre) општина је у њемачкој савезној држави Саксонија-Анхалт. Једно је од 40 општинских средишта округа Алтмарк Салцведел. Према процјени из 2010. у општини је живјело 1.603 становника. Посједује регионалну шифру (AGS) 15081095.

## Географски и демографски подаци
Дере се налази у савезној држави Саксонија-Анхалт у округу Алтмарк Салцведел. Општина се налази на надморској висини од 53 метра. Површина општине износи 78,7 km². У самом мјесту је, према процјени из 2010. године, живјело 1.603 становника. Просјечна густина становништва износи 20 становника/km².